# Tomás de Carleval
Tomás de Carleval (1576-1645) fue un jurisconsulto, teólogo, filósofo y escritor de España.
Y por cuanto las iglesias, monasterios, hospitales, concejos, ciudades y otros cuerpos semejantes, gozan el derecho de menores , como lo  vimos en el libr. 1, titul. 8, nº 9, , podrán también valerse del caso de Corte, Carleval, d., sect. 7, nn. 586 y 587,... (cita sacada de la obra de Juan Sala <<Ilustración del derecho real de España>>, París, 1854).

## Biografía
Carleval era un jurisconsulto de una familia noble originaria de Milán, mas se estableció en Baeza, Jaén, donde enseñó las bellas letras en 1594 durante veinte años.
Carleval, más tarde, consiguió una plaza de consejero en el Consejo Soberano de Justicia en el Reino de Nápoles, y de las obras que escribió sobresale un grueso tratado sobre juicios <<Disputas jurídicas varias de juicios>>, la mejor edición Génova, 1729, 2 vols.

## Obras
- Disputationum juris variarum ad interpretationum regiarum legum regni Castellae,...., Valentiae: B. Montfort, 1768, 2 vols.
- De judiciis, Matr., 1636.
- Tratado de las obligaciones de los jueces